# Еялет
Еялѐтът (на турски: eyalet, beylerbeylık или paşalık) е най-голямата административно-териториална единица в Османската империя, начело на която стои бейлербей или паша, който е на пряко подчинение на Портата (Високата порта).
Еялетите са делят на санджаци, които се управляват от бейове. Българските земи попадат в Румелийския еялет, чийто център е бил сегашната столица София. В зенита на най-голямото си териториално разширение (16-17 век) османската държава е разделена на 28 еялета.
В началото на 19 век в империята се провежда административна реформа и еялетите са заменени с по-малки единици – вилаети.